# Kijany (województwo lubelskie)
Kijany – wieś w Polsce położona w województwie lubelskim, w powiecie łęczyńskim, w gminie Spiczyn.
| SIMC    | Nazwa            | Rodzaj    |
| ------- | ---------------- | --------- |
| 0391288 | Kijany Kościelne | część wsi |

Wieś szlachecka położona była w drugiej połowie XVI wieku w powiecie lubelskim województwa lubelskiego. W 1739 roku należała wraz z 2 folwarkami do klucza Kijany Lubomirskich. W latach 1975–1998 miejscowość administracyjnie należała do ówczesnego województwa lubelskiego.
Kijany znajdują się na terenie Nadwieprzańskiego Parku Krajobrazowego.
Wieś stanowi sołectwo gminy Spiczyn. Według Narodowego Spisu Powszechnego z roku 2011 wieś liczyła 732 mieszkańców.
Wieś jest siedzibą rzymskokatolickiej parafii św. Anny.

## Historia
Wieś notowana w XIV wieku stanowiła własność szlachecką w roku 1383 dziedzicem był Jakusz (Bończa), w latach zaś 1390-1401 Piotr z Kijan. Od Kijan biorą nazwisko Kijańscy z okresu 1477-1488 znany był Jan Kijański pisarz ziemski lubelski, pleban w Bystrzycy. W 1488 w Zbiorze dokumentów Małopolskich występuje Mikołaj Kijański łożny królewski.
Powinności dziesięcinne płaci wieś w połowie XV wieku plebanowi w Syrokomli (w powiecie radomskim) w roku 1529 dziesięcina z folwarku w wymiarze 1 grzywny, 1 fertona plebanowi w Łęcznej, z ról kmiecych dziesięcina w wymiarze 8 grzywien przysługuje plebanowi w Syrokomli (Liber Retaxationum 428, 436).
Według Słownika geograficznego Królestwa Polskiego z roku 1883, Kijany stanowiły wieś w powiecie lubartowskim, gminie Spiczyn, parafii Kijany. Według noty wieś posiada kościół parafialny i cukrownię (Ludwików), obecnie przerobioną i rozszerzoną. Verdum zastał tu w swej podróży w końcu XVII w. zamek ciężko zbudowany (sfer. 88 wyd. Liskego). Kościół parafialny erygował w roku 1599 Piotr Czerny dziedzic, a istniejący w XIX wieku – murowany wystawił w roku 1723 Atanazy Miączyński. Filię w Łaszczowie oddalonym o 3 i pół wiorsty erygował w roku 1742 Seweryn Rzewuski.
Kijany to w XIX wieku także dobra. Dobra Kijany składały się z folwarków Kijany, Stoczek i gruntami przy cegielni, wsi Kijany Bliższe, Kijany Dalsze, Januszówka, Wólka Kijańska Stara, Wólka Kijańska Nowa i Stoczek. Rozległość dominalna wynosiła 1279 mórg.

## Kościół i parafia
W kościele św. Anny w Kijanach znajduje się obraz Matki Boskiej Kijańskiej pochodzący z końca XVII wieku. Jedna z historii dotyczących kościoła jest związana z postacią Atanazego Miączyńskiego (podskarbi nadworny koronny, wojewoda wołyński, „hrabia Świętego Cesarstwa Rzymskiego”, wielokrotny poseł na sejm, wielki posiadacz ziemski – jego majątek liczył 426 wiosek i 22 miasta), który w 1683 r. – udając się, pod wodza króla Jana III Sobieskiego, z odsieczą Wiedniowi przeciw Turkom – złożył śluby przed cudownym obrazem M. B. Kijańskiej, że gdy szczęśliwie powróci, postawi w Kijanach murowany kościół i obraz Matki Bożej umieści w wielkim ołtarzu.

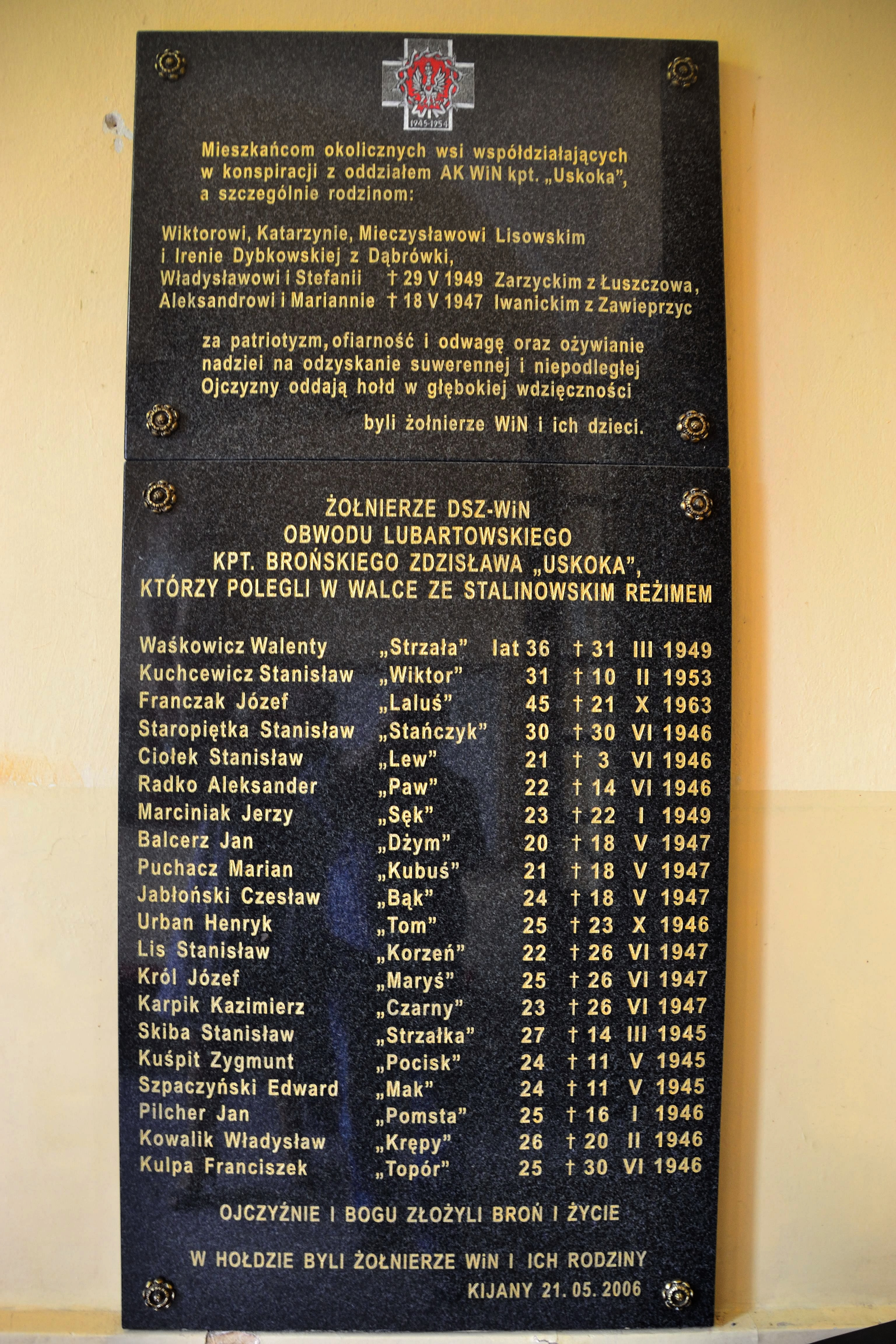
Kijany, kościół św. Anny, tablica pamięci AK

## Zabytki
Wpisane do rejestru zabytków nieruchomych:
- kościół parafialny św. Anny, XVIII, 191 1, nr rej.: A/581 z 23.03.1972 w skład którego wchodzą:
  - dzwonnica
  - cmentarz kościelny
  - ogrodzenie

- cmentarz rzymskokatolicki, nr rejestrowy: A/979 z 10.07.1989

- zespół pałacowy nr rej.: A/759 z 17.06.1978 i z 24.05.1979
  - pałac z połowy XIX wieku, 1923
  - park z XIX wieku[14]

Neorenesansowy pałac z XIX wieku, wybudowany został około 1850 roku i przebudowany około 1880 roku przez Stanisława Sonnenberga. W arkadowo-filarowym portyku ustawiono posągi bogini Ateny i Demeter. Pałac o powierzchni 1,6 tys. m kw. otacza park dworski (na działce o pow. 6,34 ha) oraz aleja składająca się z 27 lip prowadząca do pałacu. W 2018 roku pałac kupiła od powiatu łęczyńskiego za 3,33 mln zł Fundacja Think Tank z Zawieprzyc. Z powodu długów w 2023 obiekt przejął ponownie powiat za kwotę 2,405 mln zł.
Ponadto we wsi istnieje Zespół Szkół Rolniczych, którego historia sięga 1913 roku – wtedy to ziemianin lubelski, Erazm Plewiński zapisał Lubelskiemu Towarzystwu Rolniczemu 10 tys. rubli oraz 328 morgów 240 prętów gruntu w majątku Felin, z przeznaczeniem na zorganizowanie szkoły i kursów rolniczych dla miejscowej ludności.

## Urodzeni w Kijanach
- Kazimierz Dudek (1923-1945) – chorąży, kawaler orderu Virtuti Militari.
- Władysław Król (1907–1991) – polski piłkarz i hokeista, związany od 1928 r. z Łódzkim Klubem Sportowym.